# Raión de Izmaíl
El raión de Izmaíl (ucraniano: Ізмаїльський район) es un distrito del óblast de Odesa en el sur de Ucrania. Su centro administrativo es la ciudad de Izmaíl.
Tiene una superficie total de 3439,9 km² y, según el censo de 2001, tiene una población de aproximadamente 50 000 habitantes.

## Localidades
- Antigua Nekrasivka
- Bahate
- Broska
- Dunais'ke
- Izmaíl
- Kalanchak
- Kam'ynka
- Komyshivka
- Kyrnychky
- Kyslytsia
- Larzhanka
- Loschynivka
- Matros'ka
- Muravlivka
- Nova Nekrasivka
- Nova Pokrovka
- Novokalanchak
- Novokamianka
- Novoozerne
- Ozerne
- Pershotravneve
- Saf'yany
- Utkonosivka